# Alföldi anoa
Az alföldi anoa (Bubalus depressicornis) az emlősök (Mammalia) osztályának párosujjú patások (Artiodactyla) rendjébe, ezen belül a tülkösszarvúak (Bovidae) családjába és a tulokformák (Bovinae) alcsaládjába tartozó faj.
Közeli rokona a hegyi anoa (Bubalus quarlesi). A két faj egymáshoz viszonyított rendszertani helye nem teljesen tisztázott, egyes kutatók szerint azonos faj két alfaja csupán, mások szerint két külön faj. Az anoák közeli rokonságába tartozik továbbá a vízibivaly, amelyik az ázsiai kontinensen él. Az anoák leginkább a vízibivaly törpe változatainak tűnnek. Feltehetőleg azért törpültek le, mert egy szigeten élnek, amelyik ugyan elég nagy, de még így is csak korlátozott számú egyedet tud eltartani.

## Előfordulása
Indonéziához tartozó Celebesz szigetén honos.

## Megjelenése
Lényegesen kisebb, mint közeli rokona, a vízibivaly. A tulkok legkisebb testű faja. Testhossza 160-170 centiméter, marmagassága 70-106 cm, testtömege 150 kilogramm a teheneknél, és 300 kg a bikáknál. Lapos szarva 20-40 cm hosszúra nő meg. Szőrzete fekete és ritkás, fehér „harisnyája” van. A arcán és torkán is előfordulhatnak fehér foltok. A fiatal egyedek gyapjas szőrűek és barnás színezetűek. Közeli rokonától, a hegyi anoától való legfőbb megkülönböztető bélyegei a hosszabb farka, a fehér harisnya és a hosszabb szarvak.

## Életmódja
A többi tuloktól eltérően alapvetően magányos életmódú faj. Érintetlen esőerdőkben és mocsaras vidékeken fordul elő elsősorban, az embert lehetőség szerint kerüli. Táplálék után többnyire a hajnali vagy szürkületi órákban kutat, nappal a sűrű bozótos területeken rejtőzködik. Többnyire faleveleket és kisebb mennyiségben fűféléket fogyaszt.

## Szaporodása
275-315 napnyi vemhesség után a tehén többnyire egyetlen borjat hoz a világra. A fiatal állatok a felnőttekkel ellentétben sűrű, világosbarna bundát viselnek. A fiatal borjú hat-nyolc hónap múltán tér át a szilárd táplálékra és két-hároméves korára válik ivaréretté. A faj várható élettartama 20 év körül van.

## Természetvédelmi helyzete
Száma rohamosan csökken, elsősorban azért,  mert Celebesz szigeten belül is szigetszerű az előfordulásuk, a kisebb populációk között a kapcsolat megszűnt. Több helyen is kihalt, vagy éppen a kihalás szélére került. A pusztulás mértéke az elmúlt 20 évben felgyorsult, elérte a 20%-ot! Elsősorban a vadászat veszélyezteti, de legalább ekkora probléma az élőhelyének csökkenése, feldarabolódása. Az utóbbit sokszor a külszíni fejtésű aranybányák létrehozása idézi elő, amely során hatalmas területeket döntenek romba.
A Természetvédelmi Világszövetség szerint a faj össz egyedszáma 2500 és 3000 között lehet. Természetvédelmi besorolása „veszélyeztetett”.
Az anoák az állatkertekben is ritkaságnak számítanak, az alföldi fajból Európában körülbelül 70, Észak-Amerikában mintegy 50 egyed él, míg a hegyi anoából a világ állatkertjeiben sem található meg 10-nél több. Bár Európában régóta tartanak anoákat, a fajmegmentési program vezetői mégsem elégedettek a jelenlegi helyzettel. Jobb szaporítási eredményeket és nagyobb létszámú állatkerti populációt várnak. Tartását megnehezíti, hogy nem csapatállat, gyakran még a párok tagjait is külön kell egymástól választani. Kis termete ellenére veszélyes állatnak számít, akár egy embert is súlyosan megsebesíthet kicsi, de hegyes szarvaival. Bár nem túl agresszív, időnként kiismerhetetlenül viselkedik, akár különösebb ok nélkül is támadhat.
Magyarországon a Szegedi Vadasparkban és a Győri Állatkertben látható a ritka faj. Szegedre 2009-ben érkezett az első anoa, Lili, a Párizsi Állatkertből, majd 2010-ben Poplacsek követte, Olmützből (Csehország).
A nemzetközi fajmegmentési programnak eleget téve 2011. május 6-án megszületett az első utód, mely a Peri (indonéz nyelven „tündér”) nevet kapta.

## Képek

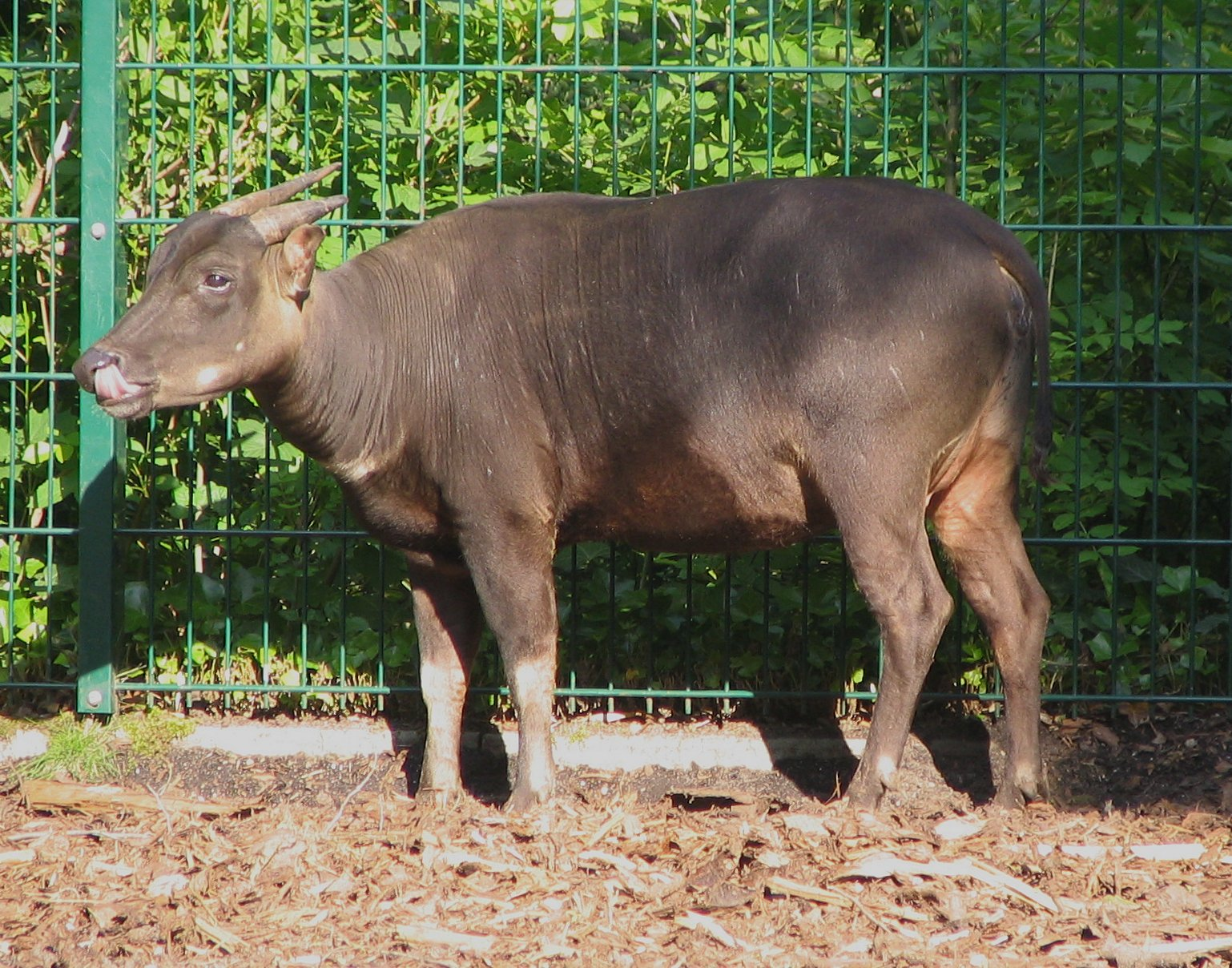
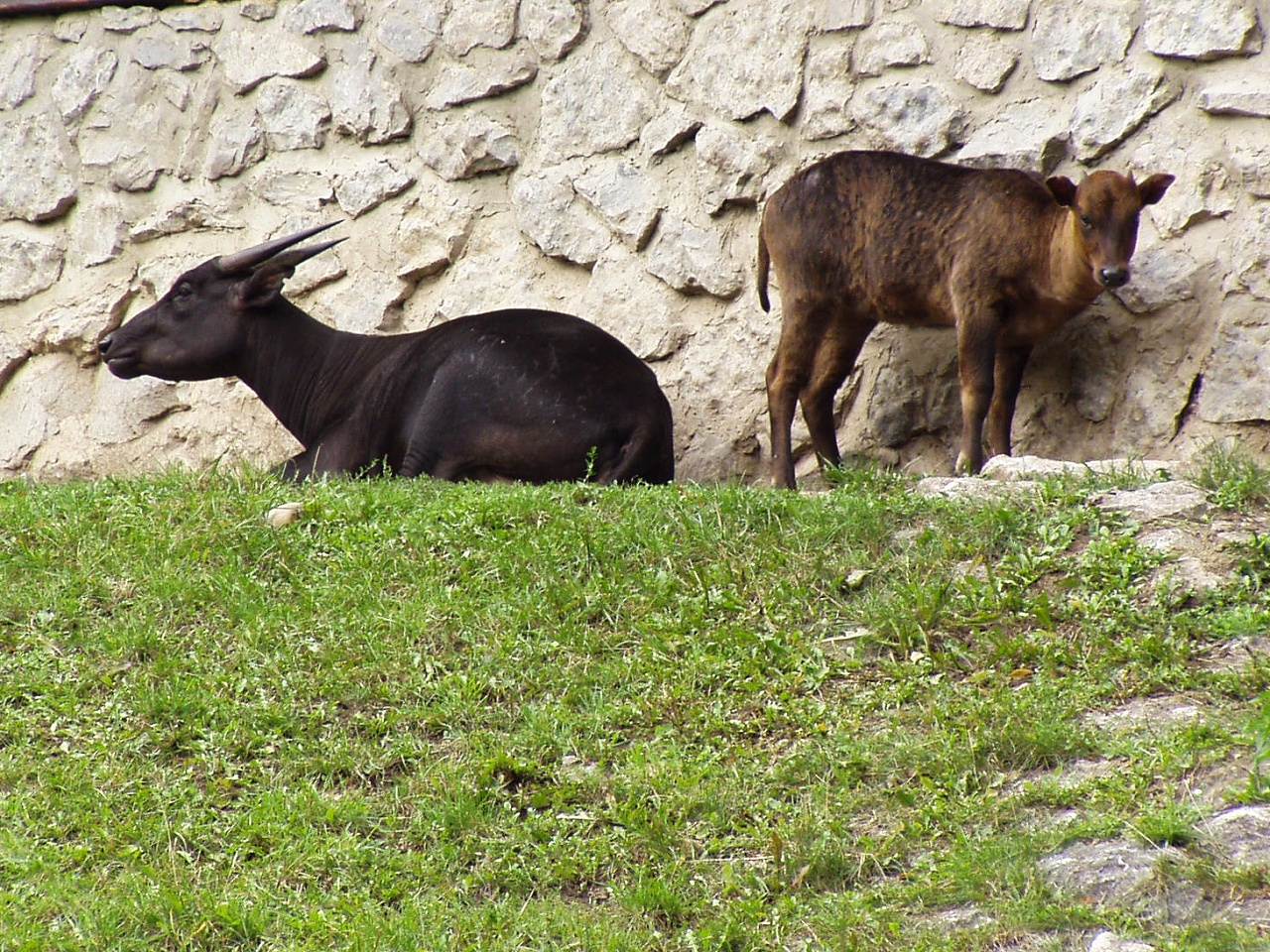
Alföldi anoák a Prágai Állatkertben